# Îles Coronado
Les îles Coronado (Islas Coronado or Islas Coronados en espagnol) sont un groupe de quatre îles de l'océan Pacifique au large de la côte nord-ouest de l'état mexicain de Basse-Californie, à 14 kilomètres environ de la côte mexicaine et entre 25 et 30 km au sud de l'entrée de la baie de San Diego. 
Battues par les vents et les vagues, ces îles ont une végétation rare et sont inhabitées à l'exception d'un petit détachement de l'armée mexicaine et de quelques gardiens de phare. Elles sont une réserve naturelle et leur accès est réglementé.  
Administrativement, elles sont rattachées à la municipalité de Tijuana.
Les quatre îles sont : 
- Coronado du Nord(Coranado Norte)32° 26,45′ N, 117° 17,85′ O): d'une superficie 460 000 m² pour une longueur de 800 m, elle est la plus au large et éloignée des trois autres. Sa hauteur maximale est de 153 m.
- Pilón de Azúcar ("Pile de sucre" (32° 25,45′ N, 117° 15,75′ O) : la plus petite des îles avec une superficie de 70 000 m² et une hauteur maximale de 33 m, l'île est difficile à aborder et très aride. De nombreux oiseaux y nichent.
- Coronado du Centre (Coronado Centro32° 25,05′ N, 117° 15,63′ O :  elle présente un pic rocheux s'élevant à une trentaine de mètres. Sa superficie est de 140 000 m²
- Coronado du Sud (Coronado Sur 32° 24,5′ N, 117° 14,75′ O) : la plus grande et la plus proche du continent et la seule qui possède une baie, appelée Puero Cueva. Longue de 3 200 m pour une largeur de 800 m environ, elle a une superficie de 1,83 km². Son point le plus haut se situe à 220 m. Elle possède un phare à chacune de ses extrémités.